# L'Étrange Rendez-vous (bande dessinée)
Pour les articles homonymes, voir L'Étrange Rendez-vous.
L'Étrange Rendez-vous est la onzième aventure et le quinzième album de la série de bande dessinée Blake et Mortimer, scénarisé par Jean Van Hamme et dessiné par Ted Benoit, d'après les personnages créés par Edgar P. Jacobs.
Après la sortie de L'Affaire Francis Blake en 1996, Jean Van Hamme et Ted Benoit travaillent sur un nouvel album qu'ils vont mettre cinq ans à réaliser. L'aventure fait l'objet d'une prépublication en feuilleton dans l'hebdomadaire Télérama à partir du 20 juin 2001, puis est publiée en album le 29 septembre 2001 aux Éditions Blake et Mortimer. L'histoire a été traduite dans une demi-douzaine de langues.
Cette fois-ci, les deux auteurs décident de créer un récit d'anticipation tel que l'aimait Jacobs. Ils placent leur histoire pour la première fois aux États-Unis, dans les années 1950, en pleine période où les phénomènes autour des objets volants non identifiés (OVNI) et des extraterrestres se multiplient.
En pleine guerre d'indépendance des États-Unis, le major Lachlan Macquarrie disparait le 17 octobre 1777 dans un faisceau de lumière tombant du ciel. 177 ans plus tard, en 1954, son cadavre en uniforme d'époque est retrouvé intact dans le Colorado aux États-Unis. Avec l'aide du Dr Kaufman du Centre d'études spatiales, son descendant, le professeur Philip Mortimer, tente de comprendre ce qui a pu arriver à son ancêtre grâce aux étranges objets retrouvés sur lui. Mais il se voit rapidement confronté à de mystérieux Hommes aux armes futuristes. Son voyage l'amènera à faire face à de vieux ennemis voulant prendre leur revanche.

## Résumé
Le 17 octobre 1777, après les Batailles de Saratoga, le major Lachlan Macquarrie, officier écossais, disparait dans un faisceau de lumière tombant du ciel dans les monts Adirondacks. 177 ans plus tard, en 1954, son cadavre en uniforme d'époque est retrouvé intact dans le Colorado aux États-Unis. Le docteur Walter Kaufman du Centre d'études spatiales découvre que cet officier est un ancêtre du professeur Philip Mortimer et invite ce dernier à venir identifier le corps. Au même moment, le capitaine Francis Blake du MI5 se rend à Washington pour une réunion de routine avec le FBI. Les deux amis se séparent à l'aéroport d'Idlewild à New York : tandis que Mortimer prend l'avion pour le Kansas en compagnie de l'assistant du Dr Kaufman, le Dr Tcheng, Blake prend un bus pour Washington. Mais ce dernier est suivi par deux hommes aux étranges lunettes qui, à la première occasion, tentent de l'éliminer sans succès, Blake parvenant à s'échapper en voiture.
Au Centre d'études spatiales, Mortimer identifie avec certitude le cadavre grâce à des documents familiaux. Le Dr Kaufman lui annonce que Macquarrie est décédé d'asphyxie seulement quelques minutes avant sa découverte et lui montre les affaires retrouvées sur lui : un baudrier gravé de mystérieuses inscriptions (« Roi jaune - 8061 - danger - lumière - plutonien - H - les peupliers - temple 1954 »), une étrange paire de lunettes permettant de voir dans le noir comme en plein jour, et un lance-rayon (laser) entrainant une perte de connaissance chez tout sujet touché à la tête. Alors que les deux hommes partent diner et discuter des phénomènes d'objet volant non identifié, le Dr Tcheng prévient quelqu'un au téléphone que le professeur est en possession du lance-rayon. En pleine nuit, un homme se glisse dans la chambre d'hôtel de Mortimer endormi et commence à la fouiller. Mais le professeur le surprend et, au terme d'une lutte, l'intrus chute du quatrième étage en cherchant à s'échapper par l'escalier de secours. Lorsque Mortimer s'approche du cadavre, il découvre qu'il s'agit d'un être humanoïde verdâtre portant un masque d'être humain. Prévenu, le Dr Kaufman envoie une équipe récupérer discrètement le cadavre tandis que Mortimer essaie de trouver le sommeil.
Le lendemain, le Dr Kaufman énumère à Mortimer toutes les différences morphologiques et physiologiques découvertes par son équipe sur l'agresseur. Le professeur est persuadé que l'individu était venu récupérer le lance-rayon et soupçonne le Dr Tcheng de complicité, mais Kaufman lui assure que son assistant est intègre. Le lendemain, après avoir analysé le rayon au spectroscope, Mortimer surprend Tcheng en train de voler le lance-rayon et découvre qu'il est lui-aussi un « être venu d'ailleurs ». Tcheng s'échappe en voiture avec Mortimer à ses trousses, mais la course-poursuite est brutalement interrompue par une tornade qui les jette dans un arroyo. Mortimer parvient à s'en sortir contrairement à Tcheng qui meurt broyé sous un pont en bois. Le professeur rejoint la route et une voiture s'arrête à son niveau avec deux hommes aux étranges lunettes à bord. Sans pouvoir réagir, il est frappé du redoutable rayon et perd connaissance.
Mortimer se réveille dans une cellule. Le colonel Olrik fait alors son apparition en uniforme de l'armée « jaune » et deux soldats l'escortent jusqu'à Basam-Damdu, l'empereur « jaune » présumé mort que Mortimer a contribué à battre lors de la Troisième Guerre mondiale. Basam-Damdu le condamne à mort puis part se préparer selon la demande d'un « être venu d'ailleurs » du nom de Dr Z'ong. Mortimer voit alors l'empereur, en combinaison spatiale, disparaître dans un faisceau de lumière. Le Dr Z'ong confie à Mortimer qu'ils ne sont pas des extraterrestres mais les descendants des Hommes, tout droit venus du 81e siècle. Les conflits du 21e siècle ont entrainé l'irradiation de la Terre, causant des mutations génétiques chez ses habitants. Les survivants ont développé une nouvelle science les ayant mené à découvrir le voyage dans le temps grâce à la maitrise de la lumière. Ils ont alors décidé de coloniser les 20e et 21e siècles, responsables de tous leurs maux, avec pour chef de guerre Basam-Damdu.
Mais Olrik met fin à la discussion et emmène Mortimer à l'extérieur pour l'exécuter. En cadeau d'adieu, le professeur assène un dernier crochet à son vieil ennemi, ce qui lui vaut d'être jeté vivant au fond d'un lac, enchainé à une masse, promis à la noyade. Alors que le professeur pense sa dernière heure arrivée, deux plongeurs le libèrent et l'emmènent dans une grotte. Là, il retrouve son ami Blake accompagné d'une équipe du FBI dirigée par John Calloway et son adjointe Jessie Wingo. Blake lui avoue alors qu'il est venu aux États-Unis à la demande du FBI car Olrik avait été repéré dans le pays. Mortimer relate toute son histoire aux agents et il est décidé d'investir la station de pompage désaffectée sans attendre. Mais à l'intérieur, tout a disparu, transporté par des camions via un passage secret.
Le lendemain, tous les protagonistes sont rassemblés au Centre d'études spatiales. Avec les éléments en leur possession et l'arrivée inopinée du docteur Jeronimo Ramirez, physicien au centre nucléaire de Los Alamos, ils comprennent que le plan des jaunes et des Hommes du futur est de voler les bombes H que l'armée transfère du Nouveau-Mexique au Nevada dans la nuit du 16 au 17 octobre. Cette nuit-là, à l'arrivée du convoi militaire, ils attaquent le guet-apens tendu par les jaunes, et Blake parvient à détruire la machine à voyager dans le temps avec le Dr Zong dedans. Mais Olrik parvient à voler un camion avec une bombe nucléaire et s'échappe. Grâce à un raccourci de Jessie, Blake, Mortimer et les autres rattrapent Olrik et lui bloquent la route sur le barrage Hoover. Alors ce dernier, désespéré, active la bombe, menaçant la vie de millions d'Américains. Mais Mortimer parvient à la désactiver de justesse en coupant tous les fils.
En Écosse, le major Lachlan Macquarrie est enfin enterré avec les honneurs et reçoit même la croix de Victoria pour acte de bravoure exceptionnel. Le chef de cabinet du Premier ministre du Royaume-Uni confie à Blake et Mortimer que le compte-rendu de leur aventure a été envoyé à tous les chefs d'État en espérant que cela serve d'avertissement contre la course effrénée aux armements nucléaires.

## Lieux et personnages

### Personnages
L'Étrange Rendez-vous met en scène les trois personnages principaux de la série : les deux héros, le capitaine Francis Blake et le professeur Philip Mortimer, et le principal antagoniste, le colonel Olrik. L'aventure fait également intervenir plusieurs personnages récurrents de la série : le Docteur Jeronimo Ramirez, physicien au centre nucléaire de Los Alamos, John Calloway, chef du service action du FBI, et son adjointe l'agent Jessie Wingo. L'empereur « jaune » Basam-Damdu fait également une apparition.
- Major Lachlan Macquarrie : officier britannique du 62nd Wiltshire Regiment (en) en 1777
- Dermot Pitt : tambour du régiment
- Capitaine Francis Blake : chef du MI5
- Professeur Philip Mortimer : scientifique britannique
- Josuah : éleveur dans le Colorado
- Shérif du comté de Montezuma
- Docteur Jimmy Tcheng : assistant du docteur Kaufman
- Docteur Jeronimo Ramirez : physicien au centre nucléaire de Los Alamos
- Docteur Walter « Walt » Kaufman : directeur de la SUFOS au Centre d'études spatiales (CSS)
- Mrs Kaufman, épouse du docteur Kaufman
- Colonel Olrik : méchant
- Basam-Damdu : l'empereur « jaune »
- Docteur Z'ong : scientifique
- John Calloway : chef du service action du FBI
- Agent Jessie Wingo : adjointe de Calloway au FBI
- Général de l'US Air Force
- Capitaine Sah : officier de l'armée « jaune »
- Sir Reginald Ashley : chef de cabinet du Premier ministre du Royaume-Uni

### Lieux

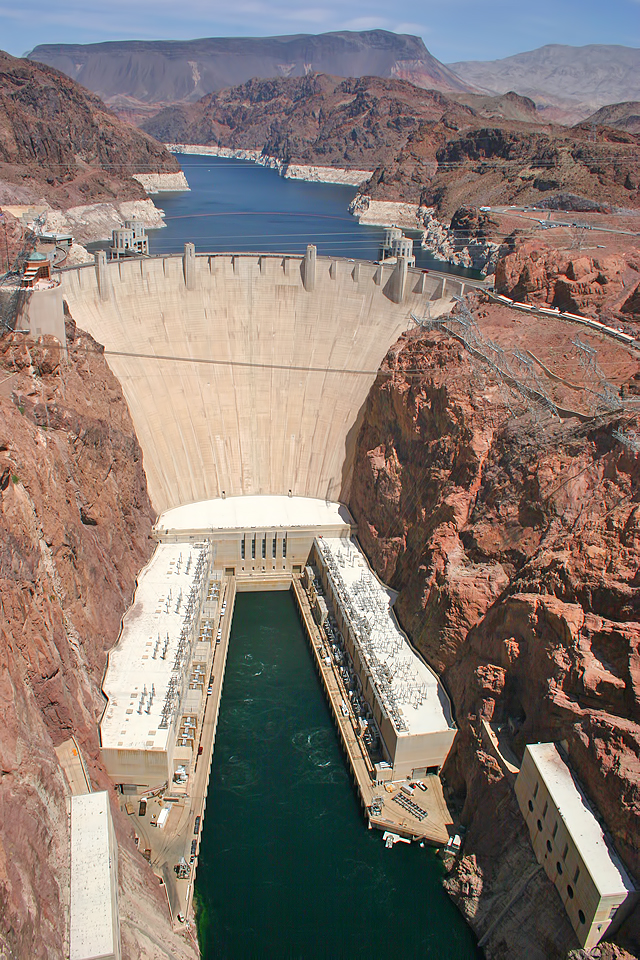
Barrage Hoover.

L'aventure se déroule exclusivement aux États-Unis, à l'exception de l'épilogue prenant place dans un cimetière en Écosse.
- Monts Adirondacks (État de New York)
- Près de Durango (Colorado)
- Aéroport d'Idlewild à New York (État de New York)
- Station essence Texaco
- Centre d'études spatiales, CSS (Kansas)
- Domicile du docteur Kaufman à Garden City (Kansas)
- Windsor Hotel à Garden City (Kansas)
- Station de pompage désaffectée
- Désert de Dry Creek (Nevada)
- Barrage Hoover (Arizona et Nevada)

## Historique
Devant le succès de L'Affaire Francis Blake en 1996 qui a, de plus, dopé les ventes des albums précédents, les éditions Dargaud chargent le duo Jean Van Hamme et Ted Benoit de réaliser un nouvel album,. Les deux auteurs veulent cette fois-ci mettre en place un récit d'anticipation tel que Le Secret de l'Espadon. Mais, contrairement à Edgar P. Jacobs, ils ne peuvent plus prévoir le futur proche des années 1950, période de l'action, étant donné qu'ils écrivent le scénario dans les années 1990. Jean Van Hamme décide alors de reprendre une idée que Jacobs avait commencé à développer dans L'Énigme de l'Atlantide avant de changer d'avis : les objets volants non identifiés (OVNI). Ted Benoit choisit de localiser l'aventure dans les Grandes Plaines du centre des États-Unis et non dans les grandes métropoles. Il part sillonner plusieurs états américains de cette région : l'Arizona, le Nouveau-Mexique, le Kansas, le Nebraska, le Wyoming et le Montana. C'est d'ailleurs à la suite de ce voyage que Ted Benoit conseillera à Jean Van Hamme d'intégrer une tornade pour dramatiser la scène de la course-poursuite.
Mais Ted Benoit, méticuleux comme Jacobs, dessine lentement. Or, Dargaud est en difficulté après avoir perdu les droits de la série Astérix, au terme d'un long procès avec Albert Uderzo et compte sur la reprise de Blake et Mortimer. Fin 1997, l'éditeur cherche un dessinateur pour épauler Ted Benoit, mais finalement, début 1998, il décide de former une seconde équipe de repreneurs pour pouvoir sortir des albums plus régulièrement. Ainsi, Yves Sente et André Juillard réalisent La Machination Voronov qui est publié le 1er janvier 2000,. De son côté, Ted Benoit va mettre cinq ans pour dessiner l'album.

## Analyse

### Portrait des États-Unis
Le début de l'aventure prend place lors de la guerre d'indépendance des États-Unis, plus particulièrement, juste après la bataille de Saratoga d'octobre 1777. L'officier britannique Lachlan Macquarie a réellement existé et a participé à la guerre d'indépendance des États-Unis. Mais contrairement à la bande dessinée où il est présenté comme un déserteur, le vrai Macquarie a fait une belle carrière et a atteint le grade de général. Au XIXe siècle, il était même gouverneur de la Nouvelle-Galles du Sud, un des États australiens.
L'histoire évoque également la course aux armements nucléaires, à travers le transfert de bombes H du célèbre Laboratoire national de Los Alamos vers une base militaire secrète.
Dans les années 1950, aux États-Unis, le nombre de témoignages sur les objets volants non identifiés explose. Lors de la discussion entre Mortimer et Kaufman, les deux auteurs citent de réels évènements considérés par certains comme étant extraterrestres : les dirigeables fantômes vus au-dessus de villes américaines vers 1897, le disque argenté vu au-dessus des Grands Lacs en 1870, le phénomène céleste de Nuremberg en 1561, le spectacle céleste de Bâle en 1566, le témoignage d'un manuscrit de l'abbaye Saint-Laurent d'Ampleforth et le cas de George Adamski clamant avoir été enlevé par les extraterrestres.
Une case montre une assemblée de hauts responsables avec en son centre un personnage ressemblant fortement à Dwight D. Eisenhower, le président des États-Unis de l'époque.

## Publications

### En français
L'Étrange Rendez-vous est pré-publié dans l'hebdomadaire Télérama à partir du 20 juin 2001.
Le 29 septembre 2001, les Éditions Blake et Mortimer publient l'histoire en album. Depuis, ce dernier a été réédité et réimprimé près d'une demi-douzaine de fois.

### Traductions
L'aventure a été traduite dans plusieurs langues :
- Allemand : Unheimliche Begegnung, publié aux éditions Carlsen Comics[9] ;
- Anglais : The Strange Encounter, publié aux éditions Cinebook[10] ;
- Danois : Det uhyggelige møde, publié aux éditions Carlsen Comics[11] ;
- Espagnol : La Extraña Cita, publié aux éditions Norma Editorial[12] ;
- Italien : Lo Strano Appuntamento, publié aux éditions Alessandro Editore[13] ;
- Néerlandais : Bericht uit het verleden, publié aux éditions Blake et Mortimer[14] ;
- Portugais : O Estranho Encontro.

## Accueil et postérité
Sur SensCritique, l'album est noté 6,5/10 sur une base d'environ 1200 votes d'internautes. Sur Babelio, l'album obtient une note moyenne de 3,6/5 basée sur 138 notes.